# Paradoliops cabigasi
Paradoliops cabigasi là một loài bọ cánh cứng trong họ Cerambycidae.